# Fratellanza d'armi italo-tedesca

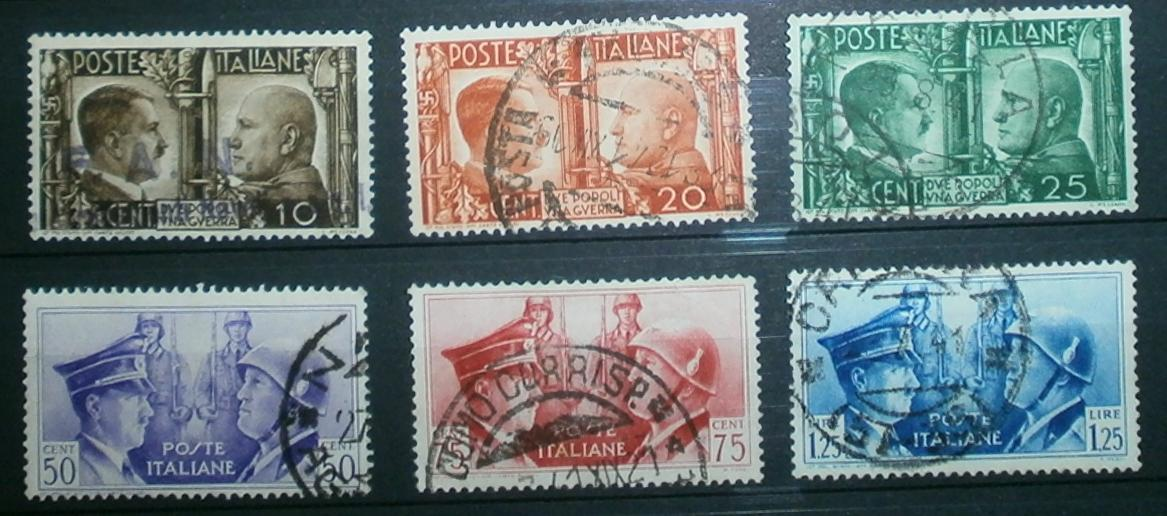
La serie Fratellanza d'Armi Italo-Tedesca, 1941.

La serie Fratellanza d'armi italo-tedesca è una serie di francobolli del Regno d'Italia stampata nel 1941. Tutti e sei i valori della serie ritraggono Hitler e Mussolini in un'ottica propagandistica alla luce dell'alleanza tra Italia e Germania nel secondo conflitto mondiale. I tre valori più bassi sono stati emessi il 2 aprile 1941 e riportano la didascalia Due popoli una guerra, mentre i tre valori più alti sono stati emessi il 30 gennaio 1941.
Durante la seconda guerra mondiale furono eseguite delle imitazioni da parte degli alleati dei francobolli da 25 e 50 centesimi a scopo denigratorio e riportanti la scritta Due popoli un fuhrer.

## Valori
- 10 Centesimi, bruno
- 20 Centesimi, arancio
- 25 Centesimi, verde
- 50 Centesimi, violetto
- 75 Centesimi, carminio
- 1,25 Lire, azzurro